# سيزار فلوريس مالدونادو
سيزار فلوريس مالدونادو (بالإسبانية: César Flores Maldonado)‏ هو اقتصادي وسياسي مكسيكي، ولد في 28 فبراير 1963 في المكسيك. حزبياً، نشط في الحزب الثوري المؤسساتي. وقد انتخب عضو مجلس النواب المكسيك.